# Биржайский региональный парк
Биржа́йский региона́льный парк — один из 30 региональных парков в Литве, находится на севере страны, дирекция парка располагается в Биржае. Основная его часть располагается в Биржайском районе, остальная в Пасвальском районе.
Площадь парка составляет 14659 га, 20 процентов территории занимают леса. Длина парка 25 километров, ширина от 0,5 километров до 9 километров. Биржайский региональный парк создан в целях сохранения карстового ландшафта территории, её природной среды и культурного наследия.

## Памятники природы
Парк представляет собой уникальный ландшафт с многочисленными провалами в земле — карстовыми впадинами. Провалы разбросаны по всему заповеднику: на пахотных полях, лугах, в лесах и даже у усадебных строений. Как ни в каком другом месте, в этом заповеднике большинство провалов находится ниже уровня грунтовых вод и вследствие этого они превратились в маленькие озёрца или болотца. Некоторые карстовые провалы достигает 20-30 м в диаметре, а их глубина — 8-11 м. Здесь расположен самый большой в Литве карстовый провал «Коровья пещера» (Karvės ola).
Группа озёр Киркилай — это уникальный элемент ландшафта, единственный в Прибалтике.
Озеро Ширвена  (320 га, 15 островов). Самый длинный пешеходный мост через озеро Ширвена (525 м).  
В Ликенае расположен гидрогеологический памятник — источник «Смардонес».

## Культурное наследие
Биржайский замок построен в 1575—1589 годах Христофором Радзивиллом (Пяркунасом) для отражения нападений шведов, сохранившаяся его часть — ярчайший в Литве пример бастионных замков. В восстановленном замке-дворце располагается библиотека и Биржайский краеведческий музей «Села» (Sėla).
В дворянской усадьбе Содялишкяй располагается аутентичная аукштайтская усадьба начала XX в. с экохозяйством. Действует ветряная мельница, построенная в 1924 г., в замке находится коллекция старинных мотоциклов, автомобилей, тракторов и паровых машин. Рядом располагаются загоны с оленями, европейской ланью, муфлонами.
Астравский архитектурный ансамбль (дворец Тышкевичей), парк, плотина.